# شوفرسال
شوفرسال (عبری: שופרסל‎) شرکت خرده‌فروشی اسرائیلی است، که در سال ۱۹۵۸ تأسیس شد.